# Ubaldina Valoyes
Ubaldina Valoyes-Cuesta (Quibdó, 6 luglio 1982) è un'ex sollevatrice colombiana attiva nelle categorie dei pesi medi (fino a 63 kg.), dei pesi massimi leggeri (fino a 69 kg.) e poi nella categoria dei pesi massimi (fino a 75 kg.).
Ha partecipato a quattro edizioni dei Giochi Olimpici.

## Carriera
Nel 2003 Ubaldina Valoyes ha vinto la medaglia d'oro ai Giochi Panamericani di Santo Domingo nella categoria dei pesi medi.
Ha partecipato alle Olimpiadi di Atene 2004 nei pesi massimi leggeri, giungendo all'8º posto con 232,5 kg. nel totale.
Dopo aver effettuato il salto alla categoria superiore dei pesi massimi, ha vinto la medaglia d'oro ai Giochi Panamericani di Rio de Janeiro 2007 con 250 kg. nel totale.
L'anno successivo ha dapprima vinto la medaglia d'argento ai campionati panamericani di sollevamento pesi di Callao con 233 kg. nel totale e dopo qualche mese ha partecipato alle Olimpiadi di Pechino 2008, terminando la gara al 7º posto finale con 244 kg. nel totale. A seguito di ulteriori controlli antidoping svolti alcuni anni dopo sono state squalificate la prima, la terza e la quarta classificata di quella gara olimpica, con la riassegnazione delle medaglie e con l'avanzamento di Valoyes-Cuesta al 4º posto.
Nel 2010 ha vinto la medaglia d'oro ai campionati panamericani di Città del Guatemala con 243 kg. nel totale.
L'anno successivo ha vinto la medaglia d'oro ai Giochi Panamericani di Guadalajara con 250 kg. nel totale.
Nel 2012, dopo essere ritornata nella categoria dei pesi massimi leggeri, ha partecipato alle Olimpiadi di Londra, classificandosi al 6º posto finale con 246 kg. nel totale, ma, anche in questo caso, alcuni anni dopo, a seguito di controlli più accurati, è stata scoperta la positività al doping delle atlete Roxana Cocoș della Romania e delle bielorusse Mar'ina Škermankova e Dzina Sazanavec, rispettivamente seconda, terza e quarta classificata in quella gara olimpica, venendo pertanto squalificate. Le medaglie d'argento e di bronzo sono state di conseguenza riassegnate rispettivamente alla kazaka Anna Nurmukhambetova (quinta classificata al termine della gara) e a Ubaldina Valoyes-Cuesta.
Nel 2014, dopo aver nuovamente effettuato il salto alla categoria dei pesi massimi, ha vinto la medaglia d'oro ai campionati panamericani di Santo Domingo con 247 kg. nel totale.
L'anno successivo ha vinto la medaglia d'oro ai Giochi Panamericani di Toronto con 247 kg. nel totale.
Nel 2016, ai campionati panamericani svoltisi a Cartagena, ha vinto la medaglia d'argento con 244 kg. nel totale e, qualche settimana dopo, ha partecipato alle Olimpiadi di Rio de Janeiro 2016, la sua quarta Olimpiade, terminando al 4º posto finale con 247 kg. nel totale.
Ai campionati mondiali di sollevamento pesi vanta come miglior risultato tre quinti posti nelle edizioni del 2005 (pesi massimi leggeri) e del 2006 e 2007 (pesi massimi).